# José Miguel Pérez Pérez
José Miguel Pérez Pérez (Santa Cruz de La Palma, 8 de diciembre de 1896-Barranco del Hierro, Tenerife, 4 de septiembre de 1936), fue político canario y maestro de escuela.

## Biografía
Nace en la isla de La Palma en 1896, y en 1921 emigra hacia Cuba, donde se afilia a la Agrupación Socialista de La Habana. En 1926, junto a sindicalistas, estudiantes e intelectuales, constituye la Agrupación Comunista de La Habana. En 1925 fundará junto a Julio Antonio Mella el Partido Comunista de Cuba, siendo elegido José Miguel Pérez secretario general. 
Durante la dictadura de Gerardo Machado, es expulsado de Cuba y regresa a la isla de La Palma. En Canarias continúa su actividad política y en 1929 funda la Federación de Trabajadores de La Palma y el periódico Espartaco. Participa además en la constitución del Partido Socialista en La Palma y, en 1933 del Partido Comunista de Canarias. Será elegido secretario general del Partido Comunista de Canarias en La Palma, y una de las figuras más importantes de este partido, junto al gomero Guillermo Ascanio. Durante esta etapa realizará a través del periódico Espartaco una serie de críticas al carácter burgués de la Segunda República. Posteriormente asumirá la línea política del PCE e influirá para que el Partido Comunista de Canarias participe en el Frente Popular. Participará en la resistencia al golpe militar de Francisco Franco en La Palma durante el periodo conocido como Semana Roja. Tras la caída de la isla a manos de los sublevados, es detenido y conducido a Tenerife donde se le condenaría a muerte.
El 4 de septiembre de 1936 fue fusilado por los golpistas en el Barranco del Hierro (lugar donde se fusiló a numerosos presos políticos).